# Szőke
Szőke è un comune dell'Ungheria di 132 abitanti (dati 2008) situato nella contea di Baranya, regione Transdanubio Meridionale